# Chavannes-le-Chêne
Chavannes-le-Chêne – miejscowość i gmina (commune) w zachodniej Szwajcarii, w kantonie Vaud, w okręgu (district) Jura-Nord vaudois.  

## Demografia
W Chavannes-le-Chêne mieszka 316 osób. W 2021 roku 12,3% populacji gminy stanowiły osoby urodzone poza Szwajcarią.